# 中川久貞
中川 久貞（なかがわ ひささだ）は、豊後国岡藩の第8代藩主。

## 生涯
享保9年（1724年）1月19日、三河吉田藩主・松平信祝の次男として生まれる。寛保3年（1743年）に岡藩第7代藩主・中川久慶が死去したため、その養子として12月21日に家督を継いだ。同年12月28日に従五位下、修理大夫に叙任する。養子になった際、諱を信安から久貞と改めた。
延享元年（1744年）から無名の浪人である中沢三郎左衛門を登用し、不正の取り締まりや農村振興、人事の一新などを行なって、藩政改革に一応の成功を収めた。しかし宝暦3年（1753年）に天候不順による凶作で原尻奥之丞によって強訴を起こされ、宝暦5年（1755年）には大水害で3万8000石の被害を出した。宝暦6年（1756年）には大火、明和6年（1769年）には大雨や地震で6万石の被害を出し、明和8年（1771年）にも大火による被害を出した。さらに久貞自身が実父と同じように老中になろうと盛んに運動資金を幕府に供出したため、藩財政が悪化してしまった。
このため、天明6年（1786年）から井上並古を登用し、助合制度の設置や郷村再建、藩札発行による財政改革を行なうが、効果は無かった。また、由学館や経武館、博済館など藩校の創設も行ない、文治教育の普及に尽力し、相次ぐ災害で苦しむ領民に対して窮民養成所を創設している。
寛政2年（1790年）5月20日に死去した。享年67。
長男の久賢が早世したため、次男の久徳を世子に指名していたが、のちに久徳を不行跡を理由に廃嫡し、その長男である久遠を世子に指名したものの、これも早世したため、久遠の弟の久持が跡を継いだ。

## 系譜
- 父：松平信祝（1683年 - 1744年）
- 母：永井氏
- 養父：中川久慶（1708年 - 1743年）
- 正室：久 - 中川久慶の養女、中川久虎の娘
- 側室：小池氏
  - 三男：水野勝剛（1760年 - 1834年） - 水野勝起の養子
- 生母不明の子女
  - 長男：中川久賢（1745年 - 1765年）
  - 次男：中川久徳（1747年 - 1811年）
  - 四男：松平忠明（1759年 - 1805年） - 松平忠常の養子
  - 男子：中川的丸
  - 女子：岩 - 藤堂高嶷正室
  - 女子：貞 - 伊東祐福正室
  - 女子：巻 - 森忠賛正室
  - 女子：充 - 大久保忠顕正室後に小笠原長教正室